# スイートロール
スイートロール（英: Sweet roll、スイートバン（英: Sweet bun）とも）は、酵母菌を用いた甘い焼き菓子であり、朝食やデザートによく出される。香辛料、ナッツロール、砂糖漬けされた果物などが入っている場合があり、アイシングで艶出しをされているか、またはトッピングされていることが多い。通常のパン生地と比較すると、一般的にスイートロールのパン生地には砂糖、油脂、玉子、酵母菌などが多く含まれている。形は丸くて小さいのが多く、1人前を賄うには十分な大きさであるといえる 。ペースト状にしたバターから作られるペイストリー、一般的に発酵させていない、もしくは化学的な発酵が施されたケーキやよく揚げたドーナッツとは異なる。
すぐに焼ける冷蔵されたスイートロールのパン生地は食料雑貨店で市販されており、購入が可能である。
氷菓を入れたり、甘い詰め物を入れたりするスイートロールもある。シナモン、マルチパン、または砂糖漬けのような他の詰め物や飾りつけが使われる慣習もある。

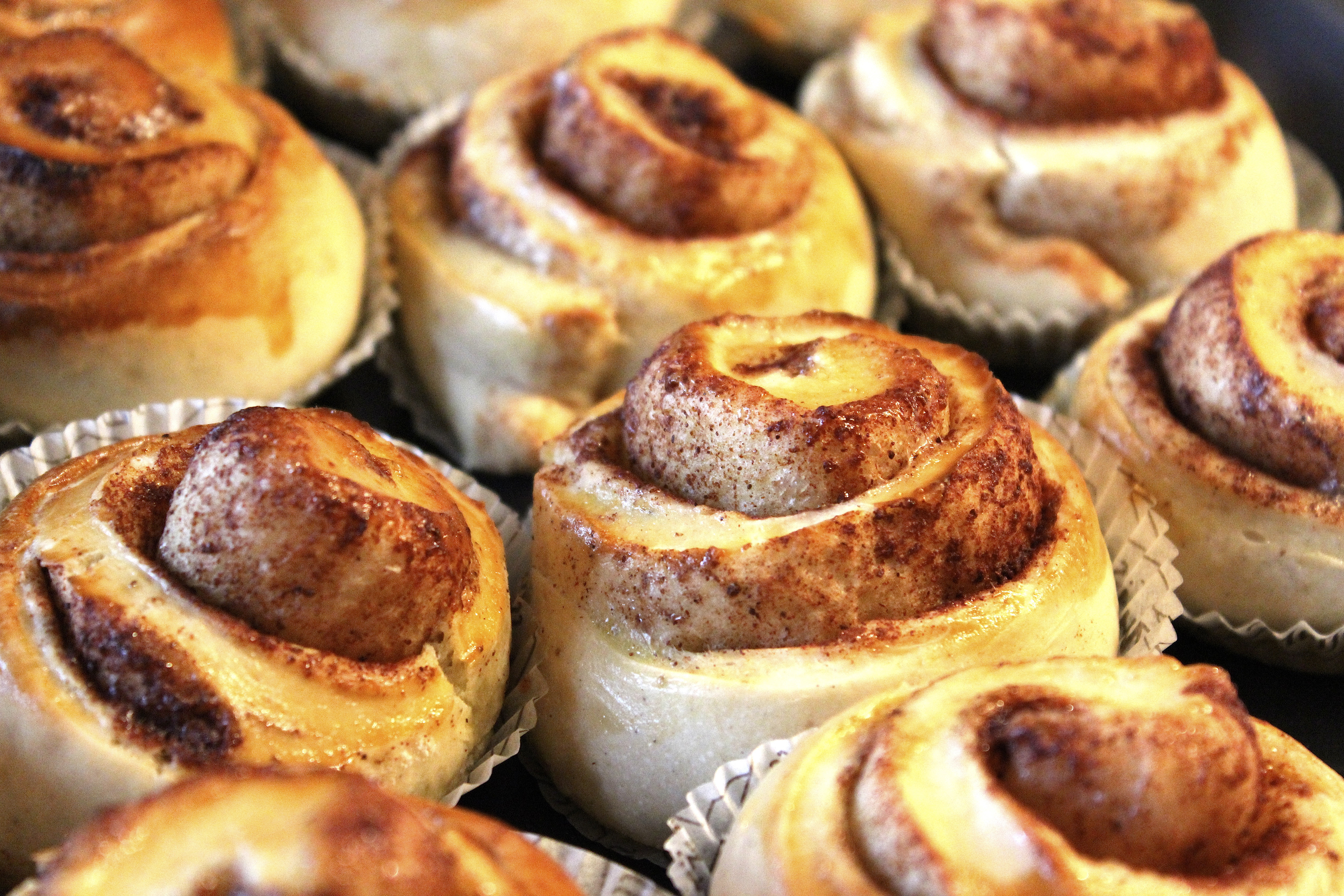
スウェーデンのシナモンロール
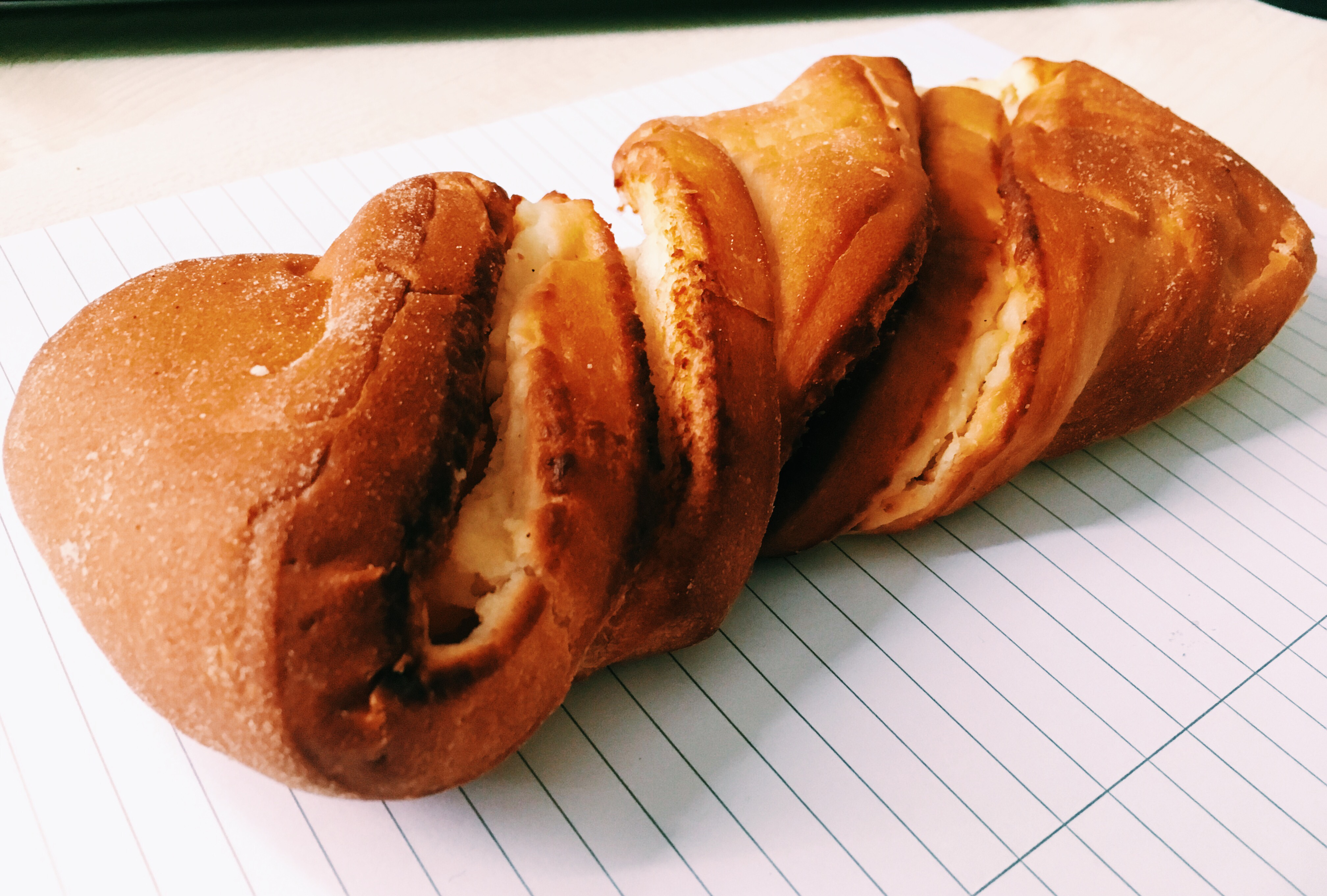
ポーランドの酵母ケーキ